# Dorog
Dorog (en alemán Drostdorf) es una pequeña ciudad en el norte de Hungría. Pertenece al condado de Komárom-Esztergom y se encuentra próxima a la frontera con Eslovaquia. Según el censo, contaba con 12.353 habitantes en 2007.

## Historia
El valle entre las montañas de Pilis y Gerecse ha sido habitado desde el Neolítico. Una calzada militar romana hacia el oeste de Aquincum cruzaba la actual ciudad de Dorog, donde han sido hallados restos de viviendas romanas junto con conductos y tumbas. Cuando los reyes de Hungría residían en Esztergom, entre los siglos XI y XII, se edificó el castillo de Dorog. Carreteras en todas direcciones la atravesaban durante la Edad Media, y el Capter de Esztergom tenía derecho a recaudar los derechos de aduana. El nombre, que aparece a partir de Durug, Drug y Durugd, se mencionó por primera vez en un documento existente en 1181. 
El asentamiento medieval, destruido por la invasión otomana, permaneció deshabitado desde 1542 hasta 1649. Luego llegaron los colonos alemanes en tres oleadas, seguidos de nuevo por los húngaros. Dorog, en el siglo XVIII, se convirtió de nuevo en centro de comunicaciones, y nuevas casas y las calles surgieron alrededor de la iglesia católica barroca construida entre 1767 y 1775.
El primer informe por escrito de la minería del carbón en Dorog data de 1845. Posteriormente muchos grandes ingenieros participaron en el desarrollo de las minas de Dorog, que en el cambio de siglo fue un importante centro minero, conectado por ferrocarril con Budapest y por un canal con el Danubio. En 1906 se construyó la central eléctrica (reconstruida en la década de 1980 con una chimenea de 120 m de altura). Dorog tenía en 1900 1.966 habitantes (incluyendo 1369 alemanes, 477 húngaros y 55 eslovacos).

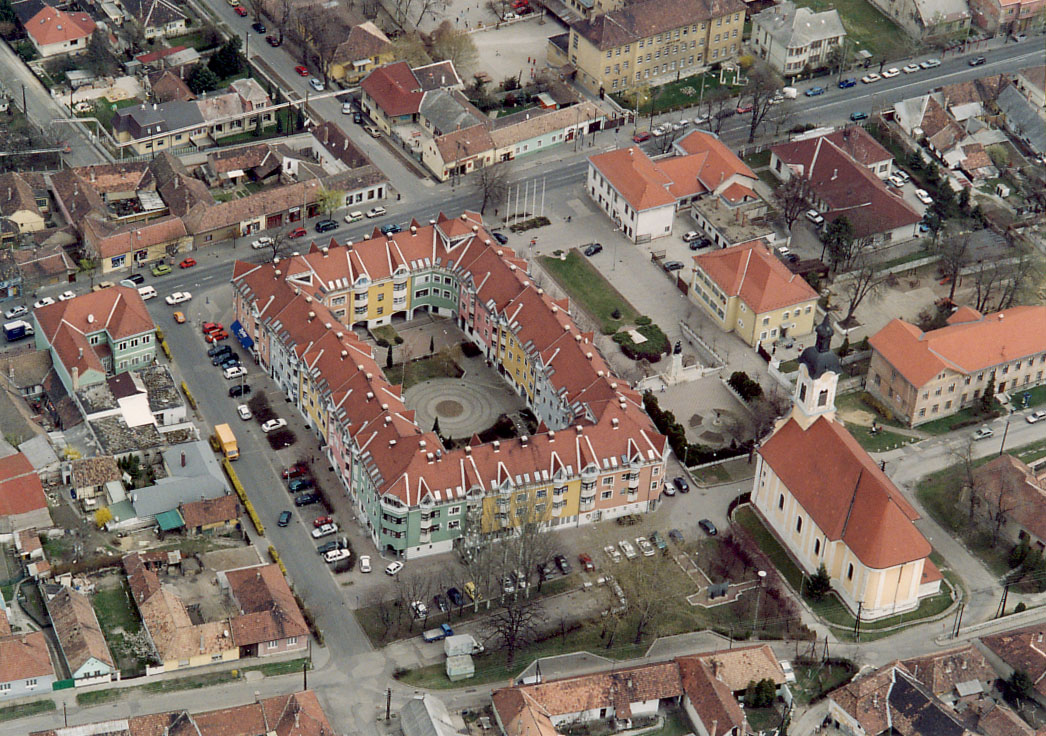
Centro histórico de Dorog.

Entre 1920 y 1930 fue construida una colonia de viviendas de mineros inmigrantes. Fueron edificadas una nueva iglesia católica, una iglesia reformada en estilo de Transilvania (que fue construida por mineros transilvanos  que se trasladaron allí después del Tratado de Trianón), dos nuevas escuelas, una guardería, un moderno hospital, un ayuntamiento y un monumento a la Primera Guerra Mundial, la mayoría diseñados por el ingeniero Zoltán Gáthy.
Unos 300 hombres de Dorog perdieron la vida en la Segunda Guerra Mundial. Unos años después de la guerra, una gran cantidad de alemanes fueron expulsados. Durante la época socialista, la ciudad se convirtió en una típica ciudad socialista con bloques de viviendas prefabricadas. Con el gradual cierre de las minas, el gobierno instaló varias fábricas (Gedeon Richter Ltd., la discográfica Hungaroton y una fábrica de maquinaria). El parque industrial de la ciudad, establecido en 1999, cuenta con cinco plantas de Sanyo, y la tasa de desempleo es muy baja.

## Economía
En la ciudad existe un importante tejido industrial, que incluye las empresas:
- Sanyo Hungary Ltd. (fabricación de baterías, placas solares y aire acondicionado)
- Gedeon Richter Corp. (medicamentos)
- Colgate-Palmolive Magyarország Ltd. (productos de higiene personal)
- Novoprint Corp. (complejo de impresión)
- Dorog-Esztergom Hőerőmű Ltd. (central eléctrica)

## Población

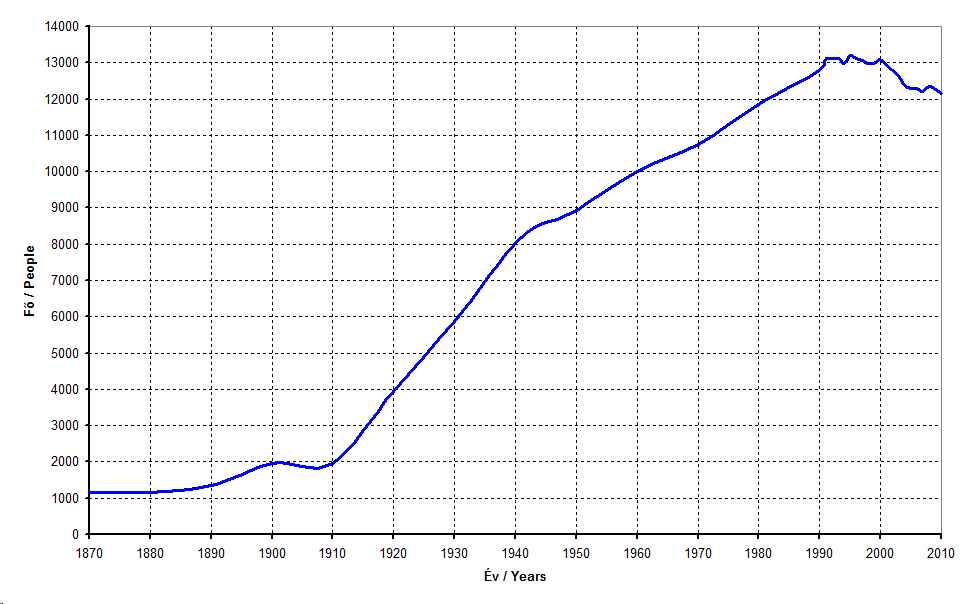
Evolución de la población de Dorog desde 1870.

Según el censo de 2001, la distribución de la población es la siguiente:
- Magiares — 95,3%
- Suabos del Danubio — 4,2%
- Otros — 0.5%

Y estas, las religiones practicadas:
- Iglesia católica — 57.4%
- Calvinismo — 8.9%
- Luteranismo — 0.8%
- Otros cristianos — 2%
- Ateos — 19.1%
- Desconocido — 11.8%

## Transporte

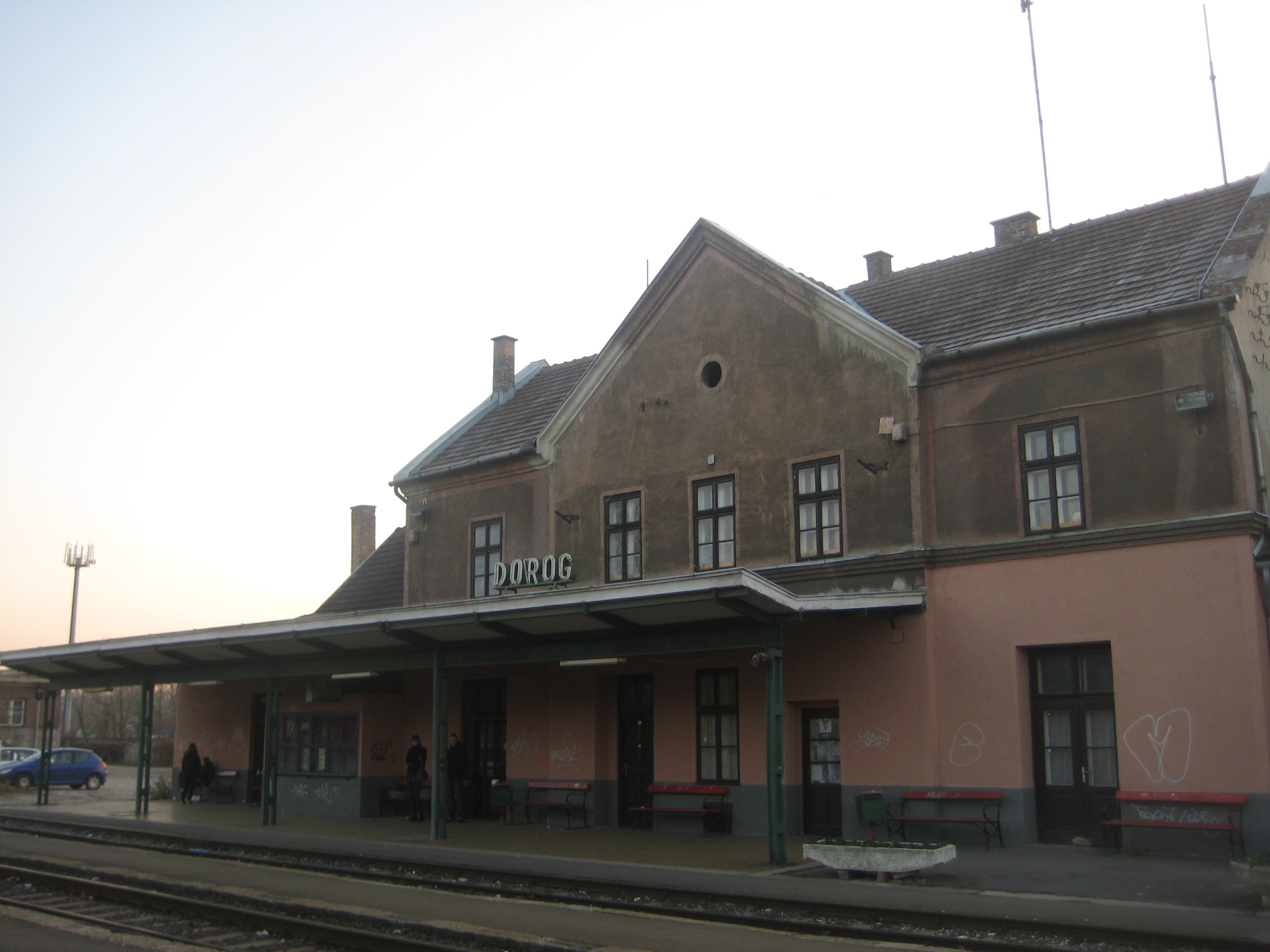
Estación de ferrocarril de Dorog, en diciembre de 2008.

Las carreteras 10, 111 y 117 y la línea de ferrocarril Budapest-Esztergom cruzan la ciudad. La calle principal fue reconstruida en 2006.

## Nativos ilustres
- Gyula Grosics, futbolista, integrante de la mítica selección húngara conocida como equipo de oro.
- Jenő Buzánszky, exfutbolista, y al igual que Grosics, integrante también del equipo de oro de los años 50. Hay un estadio de fútbol en la ciudad con su nombre.

## Ciudades hermanadas
- Wendlingen, Alemania.
- Žirany, Eslovaquia.